# The Killing (seizoen 4)
Dit artikel vat het vierde seizoen van The Killing samen. In de Verenigde Staten werd deze complete seizoen op 1 augustus 2014 op Netflix aangeboden. 

## Rolverdeling

### Hoofdrollen
- Mireille Enos - rechercheur Sarah Linden
- Joel Kinnaman - rechercheur Stephen Holder
- Gregg Henry - rechercheur  Carl Reddick
- Tyler Ross - Kyle Stansbury
- Sterling Beaumon - Lincoln Knopf
- Levi Meaden - AJ Fielding
- Joan Allen - kolonel Margaret Rayne

### Terugkerende rollen
- Jewel Staite - Caroline Swift
- Liam James - Jack Linden
- Eve Harlow - Katrina Nelson
- Katherine Evans - Bethany Skinner
- Jenn MacLean-Angus - Jennifer Skinner
- Jordan Burtchett - Billings

## Afleveringen
| Nr. | Aflevering | Titel              | Regisseur         | Schrijver(s)                 | Selectie gastrollen | Uitzenddatum    |  |
| --- | ---------- | ------------------ | ----------------- | ---------------------------- | --- | --------------- |  |
| 39 | 1          | Blood in the Water | Nicole Kassell    | Veena Sud                    | Patti Smith - dokter John Reardon - Charles Ross Philip Granger - Tim Jablonski Ingrid Torrance - Tess Clarke Rowan Longworth - Adrian Seward | 1 augustus 2014 |  |
| Sarah en Stephen moeten hun emoties onder dwang houden na hun betrokkenheid bij de dood van James Skinner, hun baas en haar ex-liefde. Stephen plant een rookgordijn en liegt tegen zijn collega Carl over hun aanwezigheid tijdens de moord, en Sarah zegt tegen Adrian Seward dat Joe Mills de moordenaar van zijn moeder was. Terwijl Carl voor de afwikkeling van de moordzaak zorgt, onderzoeken Sarah en Stephen een veelvoudige moord op de familie Stansbury waarbij de zoon Kyle het overleefd heeft. Zij vermoeden op het eerste gezicht dat Kyle de dader is van de moorden op zijn familie, en dat hij daarna zelfmoord wilde plegen. Sarah en Stephen ondervragen dan kolonel Margaret Rayne, het hoofd van de militaire school waar Kyle les neemt, die niet gelooft dat Kyle hiertoe in staat is. Ondertussen krijgt Stephen te horen dat zijn vriendin Caroline zwanger is. |            |                    |                   |                              | |                 |  |
| 40 | 2          | Unraveling         | Lodge Kerrigan    | Dan Nowak                    | Adrian Hough - Emmet Deschler Connor Beardmore - Ben Martin Maxwell Haynes - Tommy Ward                                                       | 1 augustus 2014 |  |
| Sarah ontdekt dat Kyle in dezelfde positie werd neergeschoten als bij Skinner toen zij hem neerschoot. Op de militaire school wordt Kyle flink gepest door Lincoln Knopf en anderen. Wanneer Sarah en Stephen Kyle ondervragen over zijn zus Phoebe vertelt hij hen dat zij een exhibitionist was, en dat hij dit tegen zijn ouders had gezegd. Phoebe had hierop wraak genomen door de pianosnaren door te knippen bij de piano van Kyle. Sarah gelooft in de onschuld van Kyle, en Stephen gelooft echter dat hij wel schuldig is. In het huis van de familie Stansbury worden vingerafdrukken gevonden die behoren aan Katrina Nelson, die in het verleden ruzie had met de vader. Zij willen dan Kyle ondervragen, maar worden dan verhinderd door kolonel Rayne die hierop een klacht indient over Sarah. Later vertelt Katrina aan Kyle dat zijn familie gekregen heeft wat zij verdiende. Carl stelt aan Sarah vragen over James, dan geeft zij toe dat zij een romantische relatie hebben gehad. Sarah houdt hierna het huis van de familie Skinner in de gaten, en ziet dat de dochter Bethany nog steeds onwetend de ring draagt van een slachtoffer van haar vader. |            |                    |                   |                              | |                 |  |
| 41 | 3          | The Good Soldier   | Ed Bianchi        | Nicole Yorkin Dawn Prestwich | Marin Ireland - Liz Holder Arien Boey - Davey Erica Tremblay - Kayla                                                                          | 1 augustus 2014 |  |
| Sarah wil zichzelf aangeven over haar rol in de moord op James en vertelt dit tegen Stephen. Hij vertelt haar dat zijn vriendin zwanger is en wil hier een rol in blijven spelen, en haalt haar over om te blijven zwijgen. Kolonel Rayne hoort dat Katrina een bezoek heeft gebracht aan Kyle, en licht Sarah hierover in. Sarah ondervraagt dan Katrina, die haar meer inzicht geeft over de familie Stansbury en biecht op dat zij tijdens de nacht van de moorden in het strandhuisje bij het huis verbleef. Sarah neemt dan Kyle mee naar het huis om hem te proberen te herinneren wat die nacht werkelijk is gebeurd. Hij geeft dan toe dat hij zijn vader genoeg haatte om hem te vermoorden, maar wil de moorden echter niet bekennen. Sarah en Stephen ontdekken dan dat de moeder, Linda, recent was ontslagen als lerares, dit omdat zij een seksuele relatie had met een student. De student blijkt later Knopf te zijn, nu de medestudent van Kyle. Stephen wordt ondertussen zenuwachtig als blijkt dat Carl het bestaan ontdekt van het vakantiehuisje van James. Later blijkt de familie Skinner een sms bericht te hebben gekregen van James, Stephen weet dat Sarah de telefoon van James nog in bezit heeft. Stephen bezoekt dan een bijeenkomst van de anonieme verslaafden, waar hij zijn rol in de moord op James op wil biechten. Hij weet alleen niet dat er een informant van Carl aanwezig is, die hierna Carl inlicht. Sarah zoekt ondertussen het vakantiehuisje van James op waar zij de telefoon van hem in het water gooit, niet wetende dat de vrouw van James toekijkt. |            |                    |                   |                              | |                 |  |
| 42 | 4          | Dream Baby Dream   | Gregory Middleton | Sean Whitesell               | Frances Fisher - Gena Geddes Annie Corley - Regi Darnell Connor Beardmore - Ben Martin Hilary Strang - Ellen Kathleen Duborg - Anna Knopf     | 1 augustus 2014 |  |
| Sarah en Stephen ondervragen Knopf, die dan bekent in bezit te zijn van een pistool die nu in het huis ligt van zijn ouders. Tijdens de zoektocht in het huis naar het wapen behandelt Stephen de moeder zo grof dat hij een klacht krijgt, Sarah vraagt hem of hij weer drugs gebruikt. Op de militaire school moet Kyle gedwongen een ritueel ondergaan door Knopf en zijn superieur AJ Fielding. Sarah krijgt thuis een tegenslag te verwerken als zij Regi eten ziet koken voor haar zoon Jack, dit terwijl zij plannen had gemaakt om zelf te koken voor Jack. Dit maakt haar boos op Regi, en zorgt ervoor dat er een ruzie plaatsvindt tussen haar en Regi. Stephen beseft later dat hij overdreven reageerde en biedt zijn verontschuldigingen aan Sarah aan. Sarah en Stephen ondervragen dan Kyle over een eerdere verwonding bij zijn moeder. Hij antwoordt dat hij haar pols had gebroken nadat zij seksuele handelingen bij hem wilde doen. De ondervraging wordt dan beëindigd door kolonel Rayne. Later zien Sarah en Stephen een auto die aan de beschrijving voldoet van een auto die regelmatig bij het huis van de familie Stansbury gezien was, en ook in de nacht van de moorden. Onderzoek wijst uit dat de auto in bezit is van kolonel Rayne. Kyle vindt in zijn slaapkamer een tekening van zijn huis met een X erop getekend, en daarbij een pistool. Hierbij is een briefje bijgevoegd met daarop een mededeling dat hij moet afmaken waarmee hij was begonnen. Ondertussen verzamelt Carl al de bevindingen van zijn onderzoek wat hem naar het meer bij het vakantiehuisje van James leidt. Stephen belt dan Sarah dat zij naar de meer moet komen, daar aangekomen ziet zij een lijkzak en dat de auto van James uit het water getakeld wordt. |            |                    |                   |                              | |                 |  |
| 43 | 5          | Truth Asunder      | Coky Giedroyc     | Dan Nowak                    | Amy Seimetz - Danette Lutz Frances Fisher - Gena Geddes John Reardon - Charles Ross                                                           | 1 augustus 2014 |  |
| Sarah vermoedt dat Carl alleen maar indirecte bewijzen tegen haar en Stephen heeft, en vertelt Stephen sterk te blijven tegen Carl. In het mortuarium ziet Stephen het stoffelijk overschot van Kallie Leeds (seizoen 3). Carl vertelt dan aan Sarah een theorie over wat er volgens hem met James gebeurd is, en ze vraagt aan hem waarom zij nog niet gearresteerd is. Carl biecht dan tegen haar op dat hij in het meer gedregd heeft door de bekentenis van Stephen bij de anonieme verslaafde bijeenkomst. Op de militaire school draagt Knopf Kyle op tot het onderzoeken van de kamer van Fielding. Hier treft Kyle dezelfde tekening aan als de tekening die hij in zijn eigen kamer had gevonden. Sarah krijgt dan van kolonel Rayne haar alibi van de nacht van de moorden, en later spreekt Sarah met haar over de dood van een man en zijn zoon wat haar carrière geen goed heeft gedaan. Sarah maakt zich ondertussen zorgen over haar toekomst, en stuurt daarom haar zoon Jack naar zijn vader. Carl biedt Stephen een deal aan, door te laten zeggen dat Sarah bij de meer is gezien wat resulteerde in het dreggen. Op de militaire school merkt Kyle tijdens de familiedag overeenkomsten op met de nacht van de moorden, en vertelt dit tegen Knopf. Die vertelt dit weer tegen Fielding in het huis van kolonel Rayne. Knopf, Fielding en kolonel Rayne zijn nu bang dat de herinneringen van Kyle over de moorden weer terugkomen. Zij proberen nu Kyle te pakken zien te krijgen, maar hij kan ontsnappen en zoekt hulp bij kolonel Rayne. Kyle beseft dan dat kolonel Rayne ook te maken heeft met de moorden en vlucht opnieuw, maar wordt dan beschoten. |            |                    |                   |                              | |                 |  |
| 44 | 6          | Eden               | Jonathan Demme    | Veena Sud                    | Amy Seimetz - Danette Lutz Billy Campbell - Darren Richmond Trinity King - jonge Sarah Sarah Boey - Kalia Holder                              | 1 augustus 2014 |  |
| Stephen vertelt aan Caroline dat hij een keuze moet maken, tussen hem of Sarah. Zij vertelt hem dat hun ongeboren baby nu het belangrijkste is. Sarah vindt dan Kyle die onder vuur heeft gelegen na zijn laatste vluchtpoging, en vertelt haar dat Fielding, Knopf en kolonel Rayne achter de moorden zitten. Ondertussen suggereert Knopf om kolonel Rayne te vermoorden, maar zij vertelt hen dat zij alle sporen heeft uitgewist nadat zij haar auto hadden gebruikt voor de moorden. Als Sarah en Stephen bij kolonel Rayne arriveren zien zij dat Knopf en Fielding doodgeschoten zijn. Kolonel Rayne bekent hiervoor verantwoordelijk te zijn, en Sarah ontdekt dan dat kolonel Rayne de biologische moeder van Kyle is en dat zij hem na de geboorte had weggeven voor adoptie. Sarah wil kolonel Rayne arresteren voor al de moorden, maar Stephen wil haar alleen arresteren voor de moorden op de familie Stansbury. Sarah raakt dan zeer wantrouwig en richt haar pistool op Stephen, denkend dat hij haar bewust tegenwerkt. Zij neemt dan Kyle mee naar zijn huis, waar alles terugkomt over de nacht van de moorden. Kyle was daar met Knopf en Fielding, en nadat zij het huis verlieten vermoorde Kyle de rest van zijn familie. Op het politiebureau biecht Sarah alles op aan Carl over de moord op James, maar wordt dan onderbroken door burgemeester Richmond die haar vrijpleit. Richmond vertelt haar dat de dood van James zelfmoord was en dat Joe Mills de echte dader was, dit om de reputatie van de politie niet te verstoren. Vijf jaar later: Stephen en Caroline zijn gescheiden, met gedeelde voogdij over hun dochter Kalia. Sarah heeft veel gereisd nu haar zoon Jack studeert. Sarah zoekt Stephen op, die nu werkt als begeleider bij de anonieme verslaafden, en wil haar excuses aanbieden omdat zij hem vijf jaar geleden niet geloofde. Zij vindt Seattle de stad van de dood en wil het weer verlaten. Stephen probeert haar over te halen om te blijven, maar zij rijdt toch weg. Later keert zij toch terug om bij Stephen te blijven. |            |                    |                   |                              | |                 |  |